# Rockwool

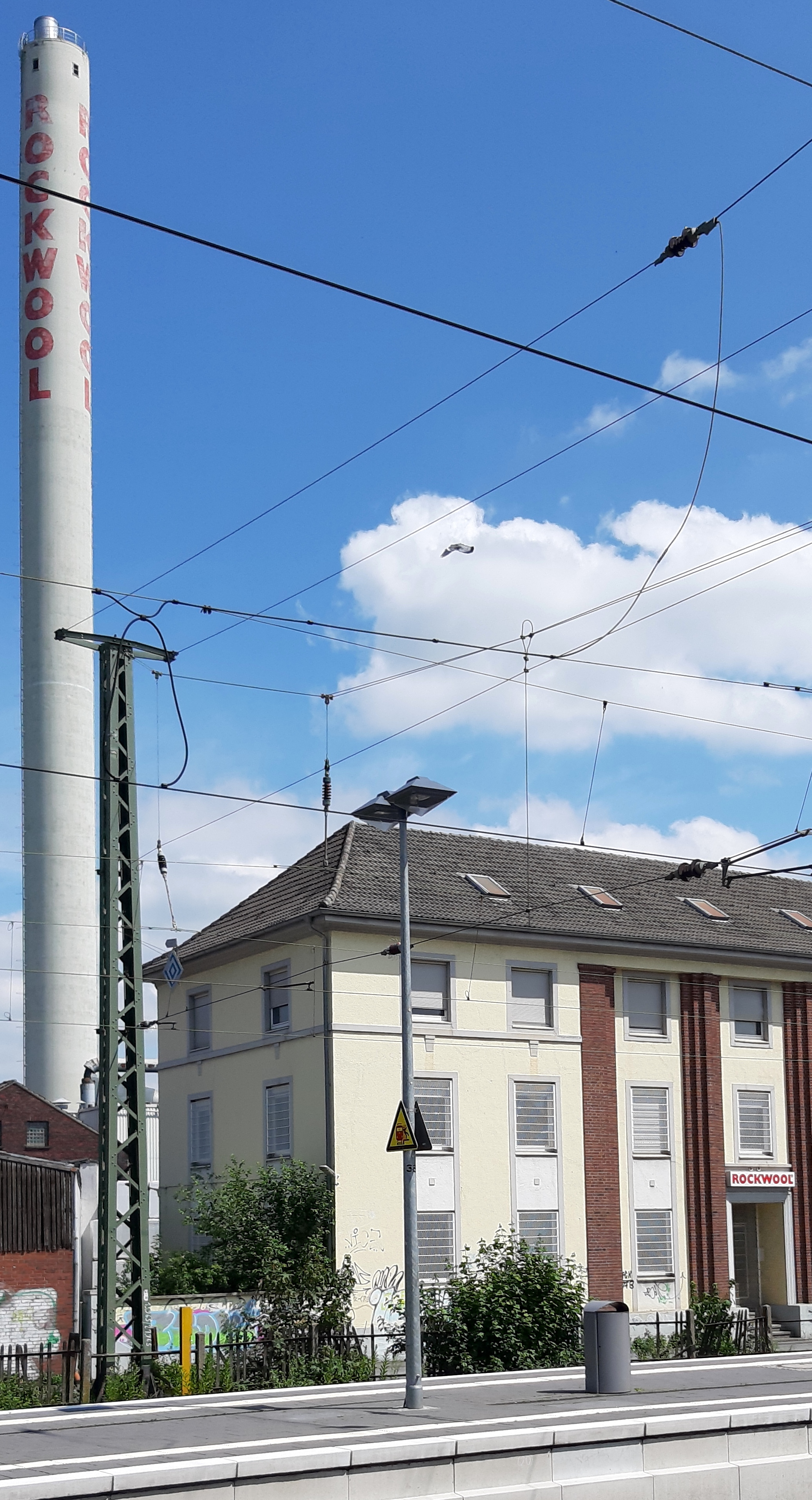
Rockwool-Schornstein in Münster-Hiltrup

Die ROCKWOOL A/S ist der weltweit größte Hersteller von Dämmstoffen und -systemen aus Steinwolle. Sie unterhält 51 Produktionsstätten in Europa, Nordamerika und Asien sowie Verkaufsgesellschaften in 40 Ländern.

## Konzern
Der Konzernsitz ist Hedehusene westlich der dänischen Hauptstadt Kopenhagen, an deren Börse das Unternehmen notiert ist. Der ROCKWOOL-Konzern erwirtschaftete im Jahr 2021 mit seinen etwa 11.700 Mitarbeitern einen Gesamtumsatz in Höhe von 3,08 Milliarden Euro.
Im Jahr 2023 wurden mit 11.993 Mitarbeitenden knapp 3,6 Mrd. € umgesetzt. Im selben Jahr betrieb man weltweit 51 Fabriken in 23 Ländern.
Seit dem 1. Januar 2014 ist die HECK Wall Systems GmbH & Co.KG (vorher: BASF Wall Systems GmbH & Co.KG) in Marktredwitz ein Teil des ROCKWOOL Konzerns.
Im Jahr 2023 wurde Rockwool von der Ukraine als „Internationaler Kriegsponsor“ bezeichnet, weil das Unternehmen Produkte an das russische Verteidigungsministerium für den Einsatz auf Kriegsschiffen verkauft hat.

## DEUTSCHE ROCKWOOL GmbH & Co. KG
Die DEUTSCHE ROCKWOOL GmbH & Co. KG mit Verwaltungshauptsitz im nordrhein-westfälischen Gladbeck erwirtschaftete 2016 mit rund 1.300 Mitarbeitern an vier deutschen Standorten einen Jahresumsatz von ca. 313 Millionen Euro. An den Standorten Gladbeck, Flechtingen und Neuburg an der Donau werden Steinwoll-Produkte für die folgenden Geschäftsbereiche produziert:
- Hochbau
- Flachdach
- Technische Isolierung
- Isolierung im Schiffbau

ROCKWOOL ist Mitglied des Bundesverband energieeffiziente Gebäudehülle und des Fachverbandes Mineralwolleindustrie e. V.

## Produkte

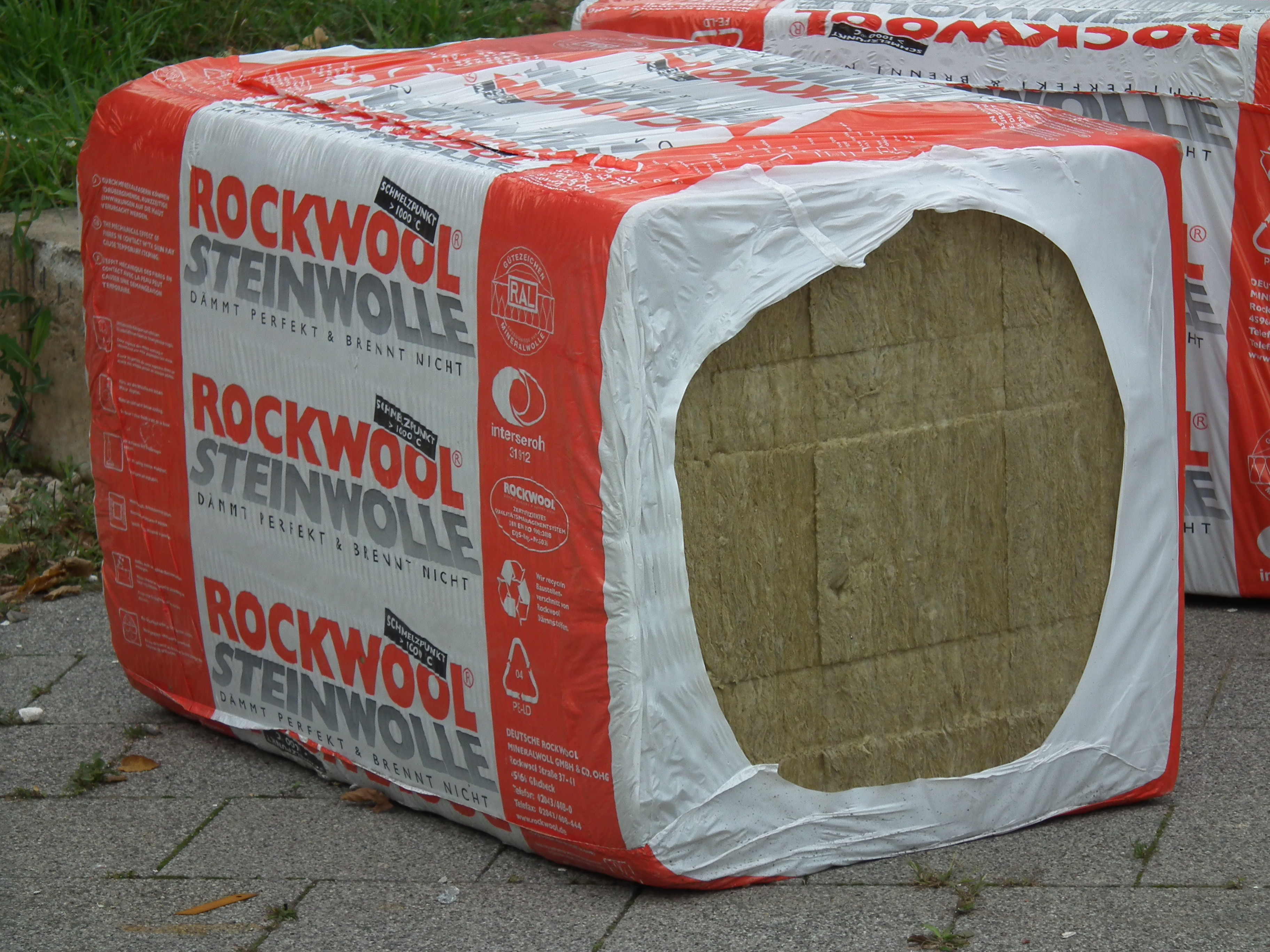
Rockwool-Steinwolle

Für die Herstellung der Steinwolle dienen als Grundmaterial verschiedene Gesteinsarten wie Diabas, Basalt und Dolomit sowie andere mineralische Zuschlagstoffe. Diese Gesteine können im Tagebau gewonnen werden. Die Herstellung beginnt mit dem Einschmelzen des Gesteins bei einer Temperatur von rund 1500 °C. Anschließend wird die Gesteinsschmelze zerfasert. Dabei werden den Fasern bereits Binde- und Imprägniermittel zugesetzt. Die so behandelten Fasern werden in einer Sammelkammer zu einem Wollvlies aufgesammelt. Dieses Vlies wird auf die gewünschte Konsistenz verdichtet und anschließend bei Temperaturen von etwa 230 °C ausgehärtet. Die Verdichtung, der Bindemittelgehalt sowie die Orientierung der Fasern in der Wolle sind ausschlaggebend dafür, welchen spezifischen Anforderungen das fertige Produkt genügen wird.
Neben Dämmstoff-Lösungen für den Wärme-, Schall- und Brandschutz bietet ROCKWOOL ein umfangreiches Seminarprogramm für Handel, Handwerker und Planer.